# Antonio Urdinarán
Antonio Urdinarán (30. oktober 1898 – 8. juni 1961) var en uruguayansk fodboldspiller og olympisk guldvinder på Uruguays landshold.
Han vandt guld ved tre sydamerikanske mesterskaber i 1916, 1917 og 1920 med landsholdet. Det var de tre første gange uruguayanerne vandt turneringen. Det blev også til triumf ved OL i 1924 i Paris. Han spillede i alt 17 landskampe hvori han socrede to mål.
Urdinarán spillede på klubplan for Defensor Sporting og Nacional i hjemlandet.